# Q (tidning)
Q är en brittisk musiktidning som utges en gång i månaden. Tidningen startades av Mark Ellen och David Hepworth i oktober 1986, med inspiration från bland annat Rolling Stone. Tidningens mål är att vara "The modern guide to music and more" (Den moderna guiden till musik och mera). Tidningens sista nummer utkommer 28 juli 2020. Coronapandemin har tvingat fram nedläggningen.[källa behövs]

## Album som fått högsta betyg i tidningen
(listan kan vara inkomplett)
- Kate Bush - Hounds of Love (1985) - med hänseende på dess återsläpp 1997.
- Cameo - Word Up! (1986)
- Miles Davis - Tutu (1986)
- Paul Simon - Graceland (1986)
- Big Black - Atomizer (1986)
- U2 - The Joshua Tree (1987)
- The Golden Palominos - Blast Of Silence (1987)
- Prince - Sign O' The Times (1987)
- Michael Jackson - Bad (1987)
- Bruce Springsteen - Tunnel of Love (1987)
- Eurythmics - Savage (1987)
- Steve Roach & Kevin Braheny - Western Spaces (1987)
- The Robert Cray Band - Don't Be Afraid of the Dark (1988)
- Gail Ann Dorsey - The Corporate World (1988)
- John Hiatt - Slow Turning (1988)
- Randy Newman - Land of Dreams (1988)
- Siouxsie & The Banshees - Peep Show (1988)
- The Smiths - Rank (1988)
- Richard Thompson - Amnesia (1988)
- U2 - Rattle and Hum (1988) - Senare betygsatt med lägre betyg
- R.E.M - Green (1988)
- Morrissey - Viva Hate (1988)
- Elvis Costello - Spike (1989)
- Roy Orbison - Mystery Girl (1989)
- Neville Brothers - Yellow Moon (1989)
- Simple Minds - Street Fighting Years (1989)
- The Golden Palominos - A Dead Horse (1989)
- Carmel - Set Me Free (1989)
- Batman - Batman (1989)
- The Blue Nile - Hats (1989)
- Tears for Fears - The Seeds of Love (1989)
- David Byrne - Rei Momo (1989)
- Neil Young - Freedom (1989)
- John Lee Hooker - The Healer (1989)
- The Christians - Colour (1990)
- Altan - The Red Crow (1990)
- Alexander O'Neal - All True Man (1991)
- Elvis Costello - Mighty Like a Rose (1991)
- Electronic - Electronic (1991)
- Dire Straits - On Every Street (1991)
- Guns N' Roses - Use Your Illusion II (1991)
- U2 - Achtung Baby (1991)
- Bruce Springsteen - Human Touch (1992)
- Morrissey - Your Arsenal (1992)
- Terence Trent D'Arby - Symphony or Damn (1993)
- Neil Young - Unplugged (1993)
- Crowded House - Together Alone (1993)
- Morrissey - Vauxhall and I (1994)
- Soundgarden - Superunknown (1994)
- Neil Young - Sleeps With Angels (1994)
- Suede - Dog Man Star (1994)
- Radiohead - The Bends (1995)
- Therapy? - Infernal Love (1995)
- Blur - The Great Escape (1995)
- The Blue Nile - Peace At Last (1996)
- R.E.M - New Adventures in Hi-Fi (1996)
- The Lightning Seeds - Dizzy Heights (1996)
- Nick Cave and the Bad Seeds - The Boatman's Call (1997)
- Supergrass - In It for the Money (1997)
- Radiohead - OK Computer (1997)
- The Prodigy - The Fat of the Land (1997)
- Oasis - Be Here Now (1997)
- Common - One Day It'll All Make Sense (1997)
- Daft Punk - Discovery (2001)
- Semisonic - All About Chemistry (2001)
- R.E.M - Reveal (2001)
- The Strokes - Is This It (2001)
- Red Hot Chili Peppers - By the Way (2002)
- The Strokes - Room on Fire (2003)
- The Streets - A Grand Don't Come for Free (2004)
- Bright Eyes - I'm Wide Awake, It's Morning (2005)
- Coldplay - X&Y (2005)
- Red Hot Chili Peppers - Stadium Arcadium (2006)
- Muse - Black Holes and Revelations (2006)
- Razorlight - Razorlight (2006)
- Arcade Fire - Neon Bible (2007)
- Arctic Monkeys - Favourite Worst Nightmare (2007)

## Albumserie
En serie av 'Q'-album har getts ut:
1. Q Awards The Album (2000)
2. Q Anthems (2001)
3. Q The Album (2003)
4. Q The Album 2008 (2008)
5. The Anthems - Q (2009)